# Shīrah Kī
Shīrah Kī (persiska: شیره کی, Shīrakī) är en ort i Iran.   Den ligger i provinsen Västazarbaijan, i den nordvästra delen av landet, 600 km väster om huvudstaden Teheran. Shīrah Kī ligger 1 626 meter över havet och antalet invånare är 542.
Terrängen runt Shīrah Kī är varierad, och sluttar österut. Runt Shīrah Kī är det ganska tätbefolkat, med 78 invånare per kvadratkilometer. Närmaste större samhälle är Salmās, 17,8 km söder om Shīrah Kī. Trakten runt Shīrah Kī består i huvudsak av gräsmarker.